# Emblème de l'Afghanistan
L'emblème de l'Afghanistan représente une mosquée avec son mihrab orienté vers La Mecque. Au-dessous de l'ensemble, on peut voir le nom du pays écrit en pachto sur une roue dentée, au-dessus de la mosquée, sous un lever le soleil stylisé, est inscrit le takbir. La mosquée est entourée par une guirlande végétale d'épis de blé, sur laquelle apparaît en bas un listel portant  la Chahada. Le tout est entouré par deux cimeterres.

## Historique

Emblème de l'émirat d'Afghanistan (1901-1919).
Emblème de l'émirat d'Afghanistan (1919-1926).
Emblème du royaume d'Afghanistan (1926-1928).
Emblème du royaume d'Afghanistan (1928-1929).
Emblème du royaume d'Afghanistan (1931-1973).
Emblème de la république d'Afghanistan (1973-1974).
Emblème de la république d'Afghanistan (1974-1978).
Emblème de la république démocratique d'Afghanistan (1978-1980).
Emblème de la république démocratique d'Afghanistan (1980-1987).
Emblème de la république d'Afghanistan (1987-1992).
Emblème de l'État islamique d'Afghanistan (1992-2002).
Emblème de l'émirat islamique d'Afghanistan (1996-2001).
Emblème de l'État transitoire islamique d'Afghanistan (2002-2004).
Emblème de la république islamique d'Afghanistan (2004-2013).
Emblème de la république islamique d'Afghanistan (2013-2021).
Emblème de l'émirat islamique d'Afghanistan Depuis 2021.